# カセア
カセア (Casea) は古生代ペルム紀前期に現在の北米からヨーロッパにかけて生存していた単弓類。単弓綱・盤竜目・カセア亜目・カセア科。

## 特徴
上顎に大きな歯があるが、下顎には無い。また、小さな頭蓋に比して、あまりに大きな胴体を持つ。これは、消化器官を消化、吸収を助ける発酵タンクとして利用していた為と思われる。以上の理由から、この動物は草食動物だったと考えられている。またこの胴体は、熱的慣性を高める為の適応でもあるともいわれる。